# Cuộc chiến thượng lưu
Cuộc chiến thượng lưu là bộ phim truyền hình Hàn Quốc. Lấy bối cảnh xa hoa trong thế giới của những người giàu có, Cuộc Chiến Thượng Lưu có nội dung xoay quanh cuộc sống của ba người phụ nữ là Shim Soo Ryeon, Cheon Seo Jin và Oh Yoon Hee cùng gia đình họ. Ba người, ba hoàn cảnh, ba cách sống khác nhau nhưng lại có chung một mục đích là hướng đến sự giàu có, danh vọng và quyền lực.
Kết thúc mùa 1, bộ phim ghi nhận tập cuối với 5,3 triệu người xem và đứng ở vị trí số 9 trong danh sách 50 bộ phim hàng đầu theo mỗi lượt người xem trên toàn quốc. Bộ phim đã đạt được vị trí số 1 trong tất cả các kênh truyền hình cho phim ngắn tập, 21 lần liên tiếp từ tập đầu tiên được phát sóng vào ngày 26 tháng 10 năm 2020 cho đến tập cuối cùng vào ngày 5 tháng 1 năm 2021.
Kết thúc mùa 2 vào ngày 2 tháng 4 năm 2021, bộ phim ghi nhận tập cuối với 5,69 triệu người xem và đứng ở vị trí số 8 trong danh sách 50 bộ phim hàng đầu theo mỗi lượt người xem trên toàn quốc. Bộ phim đã đạt được vị trí số 1 trong tất cả các kênh truyền hình cho phim ngắn tập, 13 lần liên tiếp từ tập đầu tiên phát sóng vào ngày 19 tháng 2 năm 2021 đến tập cuối cùng vào ngày 2 tháng 4 năm 2021.
Kết thúc mùa 3 vào ngày 10 tháng 9 năm 2021, bộ phim ghi nhận tập cuối với 3,77 triệu người xem và đứng ở vị trí số 18 trong danh sách 50 bộ phim hàng đầu theo mỗi lượt người xem trên toàn quốc.
Tại Việt Nam, bộ phim được chiếu trên các ứng dụng xem phim như VieON (độc quyền 3 mùa), FPT Play, Truyền hình FPT (bao gồm FOXY), TV360, iQIYI, WeTV, Netflix,... Và được phát sóng độc quyền dưới dạng lồng tiếng Việt 45 phút trên kênh truyền hình HTV2 - Vie Channel gồm 3 mùa:
- Mùa 1 có độ dài 32 tập phát sóng lúc 21:00 từ thứ 2 đến thứ 6, từ 4/4/2022 đến 13/5/2022.
- Mùa 2 có độ dài 20 tập phát sóng lúc 21:00 từ thứ 2 đến thứ 5, từ 15/5/2022 đến 16/6/2022.
- Mùa 3 có độ dài 22 tập phát sóng lúc 21:00 từ thứ 2 đến thứ 5, từ 20/6/2022 đến 26/7/2022.

## Tổng quan về bộ phim
| Mùa | Mùa | Số tập | Số tập | Phát sóng gốc        | Phát sóng gốc       | Thời gian                       | Lượng người xem trung bình (triệu) |
| Mùa | Mùa | Số tập | Số tập | Phát sóng lần đầu    | Phát sóng lần cuối  | Thời gian                       | Lượng người xem trung bình (triệu) |
| --- | --- | ------ | ------ | -------------------- | ------------------- | ------------------------------- | ---------------------------------- |
|     | 1   | 21     | 21     | 26 tháng 10 năm 2020 | 5 tháng 1 năm 2021  | thứ Hai–thứ Ba lúc 22:00 (KST)  | 3.35                               |
|     | 2   | 13     | 13     | 19 tháng 2 năm 2021  | 2 tháng 4 năm 2021  | thứ Sáu–thứ Bảy lúc 22:00 (KST) | 4.67                               |
|     | 3   | 14     | 14     | 4 tháng 6 năm 2021   | 10 tháng 9 năm 2021 | thứ Sáu lúc 22:00 (KST)         | 3.39                               |

### Mùa 1
Cuộc chiến thượng lưu kể về câu chuyện của những gia đình giàu có sống ở Hera Palace và những đứa con của họ tại trường nghệ thuật  Cheong-ah.
Shim Su-ryeon là một một phụ nữ giàu có và thanh lịch. Su-ryeon là một nữ doanh nhân sống ở căn penthouse trên tầng cao nhất của chung cư cao cấp Hera Palace. Oh Yoon-hee xuất thân trong một gia đình không mấy khá giả. Cô có mối thù sâu sắc với Cheon Seo-jin ngay từ khi cả hai còn đi học tại trường cấp 3 nghệ thuật Cheong-ah. Vì sự việc năm xưa và vì có thế lực gia đình mà hiện nay Cheon Seo-jin trở thành một nữ soprano nổi tiếng còn Oh Yoon-hee phải chật vật kiếm sống qua ngày và nuôi con gái của mình Bae Rona.
Tất cả họ đều có tham vọng và ước muốn cho con cái của họ học ở trường cấp 3 Nghệ thuật Cheong-ah và sẽ làm mọi cách để đạt được nó.

### Mùa 2
Cuộc chiến thượng lưu 2 tập trung vào những bí mật, sự trả thù và cả sự sụp đổ xoay quanh ba người phụ nữ Shim Su-ryeon, Oh Yoon-hee, Cheon Seo-jin và những đứa trẻ ở Hera Palace muốn trở thành người giỏi nhất và giành được giải thưởng cao nhất tại trường nghệ thuật Cheong-ah. 

### Mùa 3
Cuộc chiến thượng lưu 3 tập trung vào những cư dân của Hera Place sau khi kết thúc các phiên tòa họ đã được tại ngoại và những đứa trẻ của họ chuẩn bị cho kỳ thi tuyển sinh vào trường đại học.

## Diễn viên

### Danh sách nhân vật
| Nhân vật                                 | Diễn viên             | Mùa             | Mùa             | Mùa             |
| Nhân vật                                 | Diễn viên             | 1               | 2               | 3               |
| Diễn viên chính                          | Diễn viên chính       | Diễn viên chính | Diễn viên chính | Diễn viên chính |
| ---------------------------------------- | --------------------- | --------------- | --------------- | --------------- |
| Shim Su-ryeon (1986)                     | Lee Ji-ah             | Chính           | Chính           | Chính           |
| Cheon Seo-jin (1984)                     | Kim So-yeon           | Chính           | Chính           | Chính           |
| Oh Yoon-hee (1984)                       | Eugene                | Chính           | Chính           | Chính           |
| Diễn viên phụ                            |                       |                 |                 |                 |
| Logan Lee (1982)                         | Park Eun-seok         |                 |                 |                 |
| Alex Lee (1989)                          | Park Eun-seok         |                 |                 |                 |
| Joo Dan-tae/Baek Joon-gi (1982)          | Uhm Ki-joon           |                 |                 |                 |
| Kim Mi-sook/Yang Mi-ok (1982)            | Kim Ro-sa             |                 |                 |                 |
| Ha Yoon-cheol (1984)                     | Lee Sang-woo          |                 |                 |                 |
| Bae Seong-cheol (1984)                   | Yoon Jong-hoon        |                 |                 |                 |
| Lee Kyu-jin (1986)                       | Bong Tae-gyu          |                 |                 |                 |
| Kang Ma-ri (1982)                        | Shin Eun-kyung        |                 |                 |                 |
| Go Sang-ah (1982)                        | Yoon Joo-hee          |                 |                 |                 |
| Min Seol-ah/Anna Lee (3/11/2005)         | Jo Soo-min            |                 |                 |                 |
| Shim Seok-hoon/Joo Seok-hoon (3/11/2005) | Kim Young-dae         |                 |                 |                 |
| Joo Seok-kyung (3/11/2005)               | Han Ji-hyun           |                 |                 |                 |
| Ha Eun-byeol (1/6/2005)                  | Choi Ye-bin           |                 |                 |                 |
| Joo Hye-in (24/9/2005)                   | Na So-ye (Na Joo-jin) |                 |                 |                 |
| Bae Ro-na (8/4/2005)                     | Kim Hyun-soo          |                 |                 |                 |
| Yoo Jenny (26/4/2005)                    | Jin Ji-hee            |                 |                 |                 |
| Ahn Eun-ho (2005)                        | Ahn Eun-ho            |                 |                 |                 |
| Lee Min-hyeok (2005)                     | Lee Tae-vin           |                 |                 |                 |
| Ma Doo-ki                                | Ha Do-kwon            |                 |                 |                 |
| Yoo Dong-pil (1980)                      | Park Ho-san           |                 |                 |                 |
| Baek Joon-gi (fake)/Joo Dan-tae (real)   | On Joo-wan            |                 |                 |                 |
| Cheon Myung-soo                          | Joong Sung-mo         |                 |                 |                 |
| Kang Ok-gyo                              | Ha Min                |                 |                 |                 |
| Cheon Seo-young                          | Shin Seo-hyun         |                 |                 |                 |

### Diễn viên chính
- Lee Ji-ah vai Shim Su-ryeon

Một một phụ nữ giàu có và thanh lịch. Su-ryeon là một nữ doanh nhân, sống ở căn penthouse trên tầng cao nhất của chung cư cao cấp Hera palace cùng gia đình. Ban đầu là người phụ nữ hiền dịu nhưng từ khi nhận ra sự tàn nhẫn của Joo Dan-tae trong việc sát hại vụ hôn phu trước đây của cô cũng như hại những đứa con của mình, cô dần tiến hành kế hoạch trả thù cho riêng mình.
- Lee Ji-ah vai Na Ae Kyo

Là người có dung mạo giống như Shim Su-ryeon. Là mẹ ruột của Joo Seok-hoon dù vậy nhưng cô không được công bố mà Shim Su-ryeon mới là mẹ (trên danh nghĩa). Cô đã đóng giả thành Shim Su-ryeon vì tiền bạc theo kế hoạch của Joo Dan-tae dù vậy cô đã nhận ra sự sai lầm của mình và hi sinh thay Su-ryeon vào phút cuối.
- Kim So-yeon vai Cheon Seo-jin

Con gái lớn của tập đoàn Cheong A, dù sống trong nhung lụa từ nhỏ nhưng lại không nhận được sự yêu thương từ gia đình. Trưởng thành trong hoàn cảnh thiếu thốn tình thương kết hợp với sự giáo dục sai trái của cha mình, Cheon Seo Jin đã trở thành một con người độc đoán, sẵn sàng làm mọi thứ để đạt được sự công nhận của mọi người. Dù là người độc ác, bất chấp thủ đoạn để đạt được mục đích của mình, nhưng Cheon Seo Jin cũng là một người mẹ yêu thương con vô bờ bến. Trong một phân cảnh ở cuối mùa 2, Cheon Seo Jin đã quyết định đặt bút ký vào bản hợp đồng nô lệ của Joo Dan Tae, hai tay dâng tập đoàn Cheong A - thứ mà cô dùng cả đời để gầy dựng cho anh ta, để đổi lại sự bình an cho con gái mình. Tuy cách thể hiện tình yêu ấy đôi lúc vô cùng sai trái, nhưng không ai có thể phủ nhận được những gì mà Cheon Seo Jin đã hy sinh vì con gái.
- Kim Yoo-jin vai Oh Yoon-hee

Một người phụ nữ có ước mơ bị chôn vùi vì thiếu tiền và quyền lực. Cắn răng chịu đựng, cô đã phải nhận mọi công việc và tủi nhục để nuôi những hoài bão của con gái mình là Bae Ro-Na. Oh Yoon-hee làm mọi thứ trong khả năng của mình để có thể bước chân vào xã hội thượng lưu và cho con cô, Bae Ro-na có thể vào trường nghệ thuật Cheong-ah.
- Uhm Ki-joon vai Joo Dan-tae (danh tính giả)/Baek Joon-gi (danh tính thật)

Là một doanh nhân, điều hành một công ty lớn về bất động sản. Là một con người bị mờ mắt bởi hận thù, người có thể làm bất cứ điều gì vì quyền lực, danh vọng và tiền bạc, đặc biệt là có phải đánh đổi vợ con hay phá hủy tương lai của đứa trẻ khác

### Diễn viên phụ
Gia đình của Shim Su-ryeon
- Park Eun-seok vai Logan Lee

Chồng của Shim Su-ryeon (ở mùa 3) Là một doanh nhân, tỷ phú người Mỹ gốc Hàn. Là anh trai nuôi của Seol-ah, khi cô mất anh trở về Hàn Quốc điều tra cái chết và trả thù cho em gái nuôi của mình. Tuy ban đầu anh uy hiếp Su-ryeon vì nghĩ cô bỏ rơi Seol-ah mà giờ vẫn sống hạnh phúc nhưng rồi anh nhận ra sự khổ tâm Su-ryeon và dần có tình cảm với cô
- Park Eun-seok vai Alex Lee

Em trai của Logan. Là cánh tay đắc lực của Logan. Rất nóng nảy, dễ hành động bằng bạo lực.
- Kim Young-dae vai Joo Seok-hoon

Con trai của Joo Dan-tae và Na Ae-gyo . Là một học sinh toàn diện khối nghệ thuật, thiên tài piano, thông minh, điềm tĩnh, khép kín và tinh ý. Vì sự ảnh hưởng của Ro-na, anh đã cảm thấy tội lỗi vì đã từng là một trong số những người từng nói dối cô. Vì vậy, anh đã thay đổi rất nhiều trong suốt bộ phim, trở nên trưởng thành và độc lập, không còn bị ảnh hưởng bởi những điều tiêu cực từ hội bạn ở trường và những người lớn xung quanh; anh cũng đã biết thương mẹ nhiều hơn và cũng hiểu cho ba. Trong mùa 3, anh lên kế hoạch đi du học với Bae Ro-na tại Mỹ và đã thề sẽ bảo vệ cô dù có chuyện gì xảy ra đi nữa.
- Jo Soo-min vai Min Seol-ah/Anna Lee

Con gái của Shim Su-ryeon và vị hôn phu trước kia của cô ; chị gái song sinh của Joo Seok-kyung(được tiết lộ ở mùa 3). Seol-ah thông minh, là một học sinh toàn diện, có giọng hát cao. Seol-ah bị ba kế Joo Dan-tae chia rẽ khỏi mẹ và em gái nên cô trở thành trẻ mồ côi và được nhận nuôi bởi gia đình họ Lee ở Mĩ sau bị trục xuất khỏi Mĩ vì 1 số lí do. Cô trở về Hàn Quốc và làm giả tuổi của mình để có thể trở thành giáo viên kiếm tiền cho cuộc sống và chữa bệnh cho chú chó của mình, sau bị phát hiện và cô đã dùng video quay được trước đó uy hiếp Joo Dan-tae và Kim So-yeon. Cái chết của cô đã khiến cho Shin Su-ryeon bắt đầu màn trả thù của mình.
- Han Ji-hyun vai Joo Seok-kyung

Con gái của Shim Su-ryeon và vị hôn phu trước kia của cô ; em gái song sinh của Min Seol-ah (được tiết lộ ở mùa 3); bị bắt cóc và nuôi dưỡng bởi ba kế Joo Dan-tae. Cô là một học sinh có giọng soprano nội lực như chị gái cô, ngoài ra cô còn vẽ rất đẹp, khả năng hội hoạ thiên phú được thừa hưởng từ mẹ nhưng do bị giáo dục bởi ba kế nên cô ích kỷ, tiêu cực và cực kì ghét cái nghèo; là kẻ góp phần gây ra bạo lực học đường ở trường. Cô tuy có cuộc đủ đầy về vật chất, nhưng lại đã từng bị đánh đập, chửi bới và bị lợi dụng bởi ba kế, điều này khiến cô bắt nạt các bạn học khác mà không có sự đồng cảm, coi tiền là thứ hiển nhiên và kiểm soát người anh trai Joo Seok-hoon theo nhu cầu của cô. Trong mùa 3, cô bắt đầu phát triển lòng căm thù với Bae Ro-na do cô vẫn nghĩ rằng chính Ro-na đã cướp Seok-hoon và Su-ryeon của cô nên cô muốn rắp tâm hành hạ và bắt nạt Bae Ro-na, và tuyệt vọng tìm kiếm sự giúp đỡ của ba kế để Ro-na không thể vượt qua kỳ thi tuyển sinh đại học, nhưng cô đã bị Su-ryeon và Seok-hoon bắt gặp, người mà cô đang phải đối mặt với sự trừng phạt của mình cùng với những hành động bắt nạt trong quá khứ của cô. Cô tính cách ương ngạnh và bướng bỉnh do sống trong nhung lụa từ nhỏ và được nuông chiều. Qua thời gian tiến triển của bộ phim, cũng như anh trai, Seok-kyung đã dần trưởng thành hơn, cô biết thương mẹ nhiều hơn.
Gia đình của Cheon Seo-jin
- Yoon Jong-hoon vai Ha Yoon-cheol

Là chồng Yoon-cheol và là mối tình đầu của Yoon-hee. Một người đàn ông đầy tham vọng tin rằng một người đàn ông phải nắm giữ của cải và quyền lực. Seong-cheol rất thông minh, tham vọng và có thể làm mọi thứ vì tiền, địa vị và danh vọng, với mong muốn con gái không phải chịu cảnh nghèo khó nữa. Anh trở thành trưởng khoa phẫu thuật của khoa VIP của bệnh viện trực thuộc tập đoàn. Phần 2 và phần 3, anh trở về Hàn Quốc với một công ty dược phẩm sinh học có tên là JohnBIO.
- Choi Ye-bin vai Ha Eun-byeol

Con gái của Ha Yoon-cheol và Cheon Seo-jin. Cô thường xuyên bị mẹ ép phải hát hay hơn Bae Ro-na và cô phải lòng Joo Seok-hoon từ rất lâu. Áp lực do mẹ gây ra khiến cô mắc bệnh Rối loạn tâm thần, được chẩn đoán mắc hội chứng kẻ mạo danh và nảy sinh lòng thù hận với Bae Ro-na. Cô đã làm Bae Ro-na bị thương khiến cô suy sụp tinh thần sau khi Ro-na chết. Cô từng bị cô gia sư Jin Byeon-hong cho uống thuốc và thôi miên để đưa cô rời xa khỏi mẹ và em gái cô, sau đó càng ngày cuộc sống của cô bắt đầu xuống dốc do sự đối xử khắc nghiệt của Byeon-hong, điều này khiến cô vô cùng nhớ mẹ. Sau một cuộc tranh cãi được dàn dựng trước để cứu Eun-byeol của cô với Ro-na, người có thiện cảm với cô mặc dù họ đã ẩu đả trong quá khứ, cô đã được giải cứu bởi Ro-na và Seok-hoon. Rắc rối nguy hiểm hơn tiếp tục xảy ra với cô, khi cô bị Byeol-hong và Dan-tae bắt cóc. Cô đã được Oh Yoon-hee cố gắng giải cứu, dẫn đến nơi ở không xác định hiện tại của Oh Yoon-hee và cái chết của Yoon-hee.
- Joong Sung-mo vai Cheon Myung-soo

Cha của Seo-jin. Ông rất quyết tâm bảo vệ danh tiếng của Cheong-ah. Ông đã đột quỵ vì ngã xuống cầu thang với Seo-jin ở bên cạnh, người đã bỏ mặc để ông chết và đốt đi bản di chúc của ông để cô có thể nắm quyền thừa kế tập đoàn Cheong-ah.
- Ha Min vai Kang Ok-gyo

Mẹ kế của Seo-jin.
- Shin Seo-hyun vai Cheon Seo-young

Em gái cùng cha khác mẹ của Seo-jin.
- Ahn Tae-hwan vai chồng của Seo-young

Em rể của Seo-jin.
Gia đình của Oh Yoon-hee
- Kim Hyun-soo vai Bae Ro-na

Con gái của Ha Yoon-cheol và Yoon-hee (được tiết lộ ở phần 2). Ro-na thông minh, học giỏi, tốt bụng, hiểu chuyện, và sở hữu giọng nữ cao soprano tuyệt vời từ mẹ, cùng niềm khát khao với âm nhạc, Ro-na luôn cố gắng để trở thành nữ ca sĩ nổi tiếng. Bae Ro-na khi còn nhỏ đã luôn muốn nỗ lực hết mình ở trường và thi đậu vào đại học quốc gia Seoul.
- Hwang Young-hee vai mẹ chồng của Yoon-hee

Mẹ của Seong-cheol, mẹ chồng của Yoon-hee và là bà nội của Ro-na. Là người phụ nữ có bản chất tốt nhưng do hoàn cảnh nên hơi thực dụng vì đồng tiền. Bà hay càm ràm về con dâu nhưng lại rất thương cháu nội.
Kang Ma-ri và gia đình
- Shin Eun-kyung vai Kang Ma-ri

Một người phụ nữ nghèo gần đây đã trở nên khá giả và sống một cuộc sống hai mặt bí mật. Cô nói dối với tất cả mọi người ở Hera Palace rằng chồng cô, cha của Je Ni, đang ở Dubai, nhưng thực tế, ông đang ở trong tù. Cô hối lộ cho lính canh bằng những món hàng đắt tiền để cô có thể bí mật gặp mặt chồng mình trong tù. Cô khuyên con gái mình nên kết bạn với những đứa trẻ con nhà giàu ở Hera Palace là Joo Seok-hoon, Joo Seok-kyung Lee Min-hyeok và Ha Eun-byeol để cô có thể đứng về phía những người giàu có của Hera Palace. Trong mùa 2, cô trở nên phẫn nộ và lên kế hoạch trả thù sau khi con gái mình bị Joo Seok-kyung và Ha Eun-byeol bắt nạt và đổ lỗi cho Joo Dan-tae vì đã đổ tội cho chồng cô.
- Jin Ji-hee vai Yoo Jenny

Con gái của Ma-ri và Dong-pil. Cô học cùng trường cấp hai với Bae Ro-na. Vào cuối mùa 1, cô đưa thức ăn cho Ro-na và bắt đầu phát triển tình bạn với Ro-na. Trong mùa 2, cô bị Joo Seok-kyung, Lee Min-hyeok và Ha Eun-byeol bắt nạt vì đưa thức ăn cho Ro-na khi Ro-na mắc chứng rối loạn căng thẳng. Cô không biết rằng ba cô đang ở trong tù sau khi Joo Seok-kyung nói với cô điều này trong mùa 3 và khiến cô suýt tự tử, nhưng cô đã được cứu bởi Ro-na.
- Park Ho-san vai Yoo Dong-pil

Chồng của Ma-ri và ba của Jenny. Anh rất yêu gia đình của mình và thậm chí không gây áp lực cho con gái mình. Trước đó, anh đã ở trong tù và được thả vào cuối mùa 2; tuy nhiên, có thông tin tiết lộ rằng anh đã vào tù sau khi chứng kiến cái chết của một người trong khi Hera Palace đang được xây dựng và dường như bị đổ tội bởi Joo Dan-Tae. Vì vậy, anh âm mưu trả thù Dan-tae. Anh cũng đang truy lùng Joo Seok-kyung, Ha Eun-byeol và Lee Min-hyeok vì đã bắt nạt con gái anh.
Lee Kyu-jin và gia đình
- Bong Tae-kyu vai Lee Kyu-jin

Con trai duy nhất trong một gia đình luật sư giàu có, nhưng bản thân anh lại là một luật sư "hữu danh vô thực", vô dụng và bất tài.
- Yoon Joo-hee vai Go Sang-ah

Vợ của Lee Kyu-jin và là một cựu phát thanh viên. Cô không hạnh phúc trong cuộc sống hôn nhân và thường xuyên bị mẹ chồng và chị chồng bắt nạt.
- Lee Tae-vin vai Lee Min-hyeok

Con trai hư hỏng của Kyu-jin và Sang-ah, người thích bắt nạt bạn học của mình để giải trí do ảnh hưởng của Ha Seok-kyung và Ha Eun-byeol; là người ba phải, hèn nhát và không có bất kỳ sở thích nào.
- Seo Hye-rin vai Wang Mi-ja

Mẹ của Kyu-jin và là cựu diễn viên, người có khối tài sản được tích lũy từ sự nghiệp truyền hình ẩm thực.

### Diễn viên khác
- Ha Do-kwon vai Ma Doo-gi

Giáo viên dạy nhạc tại trường nghệ thuật Cheong-ah. Doo-gi là một người đàn ông sẽ làm bất cứ điều gì vì tiền. Anh được Cheon Seo-jin thuê để bắt Ro-na hát một bài hát bằng ngôn ngữ khác nhằm khiến Ro-na trượt buổi thử giọng và đưa cô vào danh sách dự bị.
- Kim Dong-kyu vai Thư ký Jo

Thư ký của Joo Dan-tae.
- Kim Do-hyun vai Thư ký Do Jin-hyuk

Thư ký của Cheon Seo-jin.
- Kim Jae-hong vai Thư ký Hong Dae-sik/Sebatian Hong

Thư ký của Logan Lee.
- Kim Ro-sa vai Yang Mi-ok (tên cũ Kim Mi-sook)

Là một người phụ nữ chung tình có tình cảm với Joo Dan-tae, hết lòng hy sinh vì tình yêu, có thể làm mọi việc vì Joo Dan-tae rồi sau đó bị anh ta lợi dụng.
- Na So-ye vai Joo Hye-in

Con gái giả của Shim Su-ryeon và vị hôn phu trước của cô mà Joo Dan-tae đã khiến cho Shim Su-ryeon tin là như vậy. Dù vậy sao khoảng thời gian tiếp xúc Su-ryeon cũng đã coi cô như con gái ruột.
- Ahn Yeon-hong vai Jin Byeon-hong

Là một người phụ nữ từng bị chấn thương tâm lý vì trải qua chuyện đau thương của gia đình. Trước đây cô được Logan thuê làm bảo mẫu chăm sóc Seol-ah khi Seol-ah còn nhỏ. Sau này cô được đưa về Hàn làm nhiệm vụ gia sư cho Eun-byeol nhưng thực chất là nội gián, có nhiệm vụ báo cáo thông tin với Logan Lee. Trong mùa 3, cô là bắt cóc Eun-byeol và có bí mật làm việc với Joo Dan-tae và bắt đầu kiểm soát và lạm dụng thể chất của Eun-byeol.
- On Joo-wan vai Baek Joon-gi(danh tính giả)/Joo Dan-tae (danh tính thật)

Trong mùa 3 có tiết lộ rằng tên thật của Baek Joon-gi là Joo Dan-tae và người đã sử dụng danh tính của anh từ lâu thực sự có tên là Baek Joon-gi (do đó có biệt danh là "Mr. Baek"), người cũng đã cướp đi tài sản của cha mẹ anh sau khi giết họ. Anh là người duy nhất biết được bí mật đen tối nhất của Joo Dan-tae và bay đến Hàn Quốc để âm mưu trả thù Joo Dan-tae.

### Khách mời đặc biệt
- Byeon Woo-min vai nghị sĩ Jo Sang-heon

Ông đã cố gắng giết Su-Ryeon khi cô phát hiện ra hành vi lừa đảo của ông nhưng sau đó đã bị sát hại.
- Kim Byung-hyun vai người bạn thân nhất của Joo Dan-tae
- Bada vai Park Young-ran
- Ki Eun-se vai nhà báo Kim Joong-min
- Yeon Min-ji vai bạn học cũ của Yoon-hee và Seo-jin
- Nam Bo-ra vai người đàn piano cho Bae Ro-na
- Lee Si-eon vai thám tử
- Jo Jae-yoon vai Hwang Geum-bong

Một đại lý bất động sản rất thành thạo với việc tái phát triển sắp tới của Quận Cheonjin.
- Kim Dong-young vai thám tử
- On Joo-wan vai Baek Joon-ki/Joo Dan-tae
- Choi Byung-mo vai thẩm phán
- Lee Su-ryun vai công tố viên
- Kwon Tae-won vai chánh án Joong
- Yoo Yeon vai bác sĩ tâm lý của Shim Su-ryeon

### Phát hành
Đoạn phim giới thiệu được phát hành bởi SBS vào ngày 22 tháng 9 năm 2020. Đoạn phim giới thiệu được đặt tên là "[Mood teaser] a brilliant bloody prelude". Bộ phim được khởi chiếu vào ngày 26 tháng 10 năm 2020 trên kênh truyền hình SBS và phát sóng vào thứ Hai và thứ Ba hàng tuần. Mùa 2 được khởi chiếu vào ngày 19 tháng 2 năm 2021 và phát sóng vào thứ Sáu và thứ Bảy hàng tuần lúc 22:00 (KST). Mùa 3 được khởi chiếu vào ngày 4 tháng 6 năm 2021 và phát sóng vào thứ Sáu hàng tuần lúc 22:00 (KST).

## Nhạc phim

### Mùa 1
| Phát hành vào 3 tháng 2 năm 2021 | Phát hành vào 3 tháng 2 năm 2021                                                    | Phát hành vào 3 tháng 2 năm 2021 | Phát hành vào 3 tháng 2 năm 2021 |
| STT                              | Nhan đề                                                                             | Nghệ sĩ                          | Thời lượng                       |
| -------------------------------- | ----------------------------------------------------------------------------------- | -------------------------------- | -------------------------------- |
| 1.                               | "Life"                                                                              | HEDY                             | 3:34                             |
| 2.                               | "Crown"                                                                             | Ha Jin                           | 3:03                             |
| 3.                               | "Desire"                                                                            | Han Seung-hee                    | 4:12                             |
| 4.                               | "You left to me (Feat. O'z Mood)" (내게 남은 그대 (Feat. 오즈무드))                 | 18Again, O'z Mood                | 3:21                             |
| 5.                               | "Higher"                                                                            | Noblesse                         | 3:47                             |
| 6.                               | "Penthouse" (펜트하우스)                                                            | Kim Jun-seok                     | 3:06                             |
| 7.                               | "A Blinded Person By Greed" (탐욕에 눈이 먼 자)                                     | Jung Sae-rin                     | 2:45                             |
| 8.                               | "Time To Reveal The Truth" (진실을 밝힐 시간)                                       | Joo In-ro                        | 3:35                             |
| 9.                               | "A Place Dizzyingly High And Distant" (아찔하게 높고 아득하게 먼 그 곳)             | Kim Jun-seok                     | 3:18                             |
| 10.                              | "Their Own World" (그들만의 세상)                                                   | Lee Yun-ji                       | 4:23                             |
| 11.                              | "Heart Filled With Tears" (눈물로 채워진 심장)                                      | Jung Sae-rin                     | 3:39                             |
| 12.                              | "Schadenfreude" (샤덴프로이데)                                                      | Kim Hyun-do                      | 3:34                             |
| 13.                              | "Evil's Victory" (악의 승리)                                                        | Joo In-ro                        | 3:19                             |
| 14.                              | "Where Is The Truth?" (무뎌진 진실은 어디에)                                        | Jung Sae-rin                     | 2:37                             |
| 15.                              | "Everything I Wanted To have" (내가 가지고 싶었던 모든 것)                          | Yoo So-hyun                      | 2:23                             |
| 16.                              | "Preparation For Revenge" (복수를 위한 준비)                                        | Hong Eun-ji                      | 3:53                             |
| 17.                              | "The Beginning Of Obsession" (집착의 시작)                                          | Jeong Hye-bin                    | 2:33                             |
| 18.                              | "Another Class" (클래스가 다른 아이들)                                              | Kang Mi-mi                       | 3:00                             |
| 19.                              | "I Promise To Protect You Forever" (지켜줄게요, 영원히)                             | Jung Sae-rin                     | 2:55                             |
| 20.                              | "Mama Boy" (마마보이)                                                               | Shin You-jin                     | 3:07                             |
| 21.                              | "Hera Pride" (헤라 부심)                                                            | Jang Eu-rye                      | 2:17                             |
| 22.                              | "I'm Not A Criminal" (저는 범인이 아니에요)                                         | No Yoo-rim                       | 2:49                             |
| 23.                              | "Unfair Death" (억울한 죽음)                                                        | Shin You-jin                     | 3:47                             |
| 24.                              | "Non-Smiling People Although Having Taken Everything" (빼앗고도 웃지 못하는 사람들) | Jung Sae-rin                     | 2:44                             |
| 25.                              | "Just The Beginning" (시작에 불과해)                                                | Kim Jun-seok                     | 3:23                             |
| 26.                              | "Dangerous Revenge" (위험한 복수)                                                   | Jang Eu-rye                      | 2:47                             |
| 27.                              | "A Secret Story" (은밀한 이야기)                                                    | Lee Yun-ji                       | 4:21                             |
| 28.                              | "Bloody Hera Palace" (핏빛 헤라팰리스)                                              | Kim Hyun-do                      | 3:05                             |
| 29.                              | "I Know What You've Done" (네가 한 짓을 알고 있다)                                  | Kim Do-eun                       | 2:41                             |
| 30.                              | "Desperate Maternal Love" (처절한 모성애)                                           | Kim Do-eun                       | 3:29                             |
| Tổng thời lượng:                 | Tổng thời lượng:                                                                    | Tổng thời lượng:                 | 97:27                            |

### Mùa 2
Phần 1
| Phát hành vào 9 tháng 3 năm 2021 | Phát hành vào 9 tháng 3 năm 2021 | Phát hành vào 9 tháng 3 năm 2021 | Phát hành vào 9 tháng 3 năm 2021                         | Phát hành vào 9 tháng 3 năm 2021 | Phát hành vào 9 tháng 3 năm 2021 |
| STT                              | Nhan đề                          | Phổ lời                          | Phổ nhạc                                                 | Nghệ sĩ                          | Thời lượng                       |
| -------------------------------- | -------------------------------- | -------------------------------- | -------------------------------------------------------- | -------------------------------- | -------------------------------- |
| 1.                               | "Repeatedly" (되풀이)            | Im Chang-jung                    | Han Kyung-soo (ARTMATIC) Lee Do-hyung (Lohi) bigguyrobin | Im Chang-jung                    | 3:37                             |
| 2.                               | "Repeatedly" (Inst.)             |                                  | Han Kyung-soo (ARTMATIC) Lee Do-hyung (Lohi) bigguyrobin |                                  | 3:37                             |
| Tổng thời lượng:                 | Tổng thời lượng:                 | Tổng thời lượng:                 | Tổng thời lượng:                                         | Tổng thời lượng:                 | 7:14                             |

Phần 2
| Phát hành vào 18 tháng 3 năm 2021 | Phát hành vào 18 tháng 3 năm 2021    | Phát hành vào 18 tháng 3 năm 2021 | Phát hành vào 18 tháng 3 năm 2021 | Phát hành vào 18 tháng 3 năm 2021 | Phát hành vào 18 tháng 3 năm 2021 |
| STT                               | Nhan đề                              | Phổ lời                           | Phổ nhạc                          | Nghệ sĩ                           | Thời lượng                        |
| --------------------------------- | ------------------------------------ | --------------------------------- | --------------------------------- | --------------------------------- | --------------------------------- |
| 1.                                | "This Is What I Am" (이게 바로 나야) | Im Chang-jung                     | Im Chang-jung WildBoar            | Im Chang-jung                     | 4:11                              |
| 2.                                | "This Is What I Am" (Inst.)          |                                   | Im Chang-jung WildBoar            |                                   | 4:11                              |
| Tổng thời lượng:                  | Tổng thời lượng:                     | Tổng thời lượng:                  | Tổng thời lượng:                  | Tổng thời lượng:                  | 8:22                              |

Phần 3
| Phát hành vào 26 tháng 3 năm 2021 | Phát hành vào 26 tháng 3 năm 2021 | Phát hành vào 26 tháng 3 năm 2021 | Phát hành vào 26 tháng 3 năm 2021  | Phát hành vào 26 tháng 3 năm 2021 | Phát hành vào 26 tháng 3 năm 2021 |
| STT                               | Nhan đề                           | Phổ lời                           | Phổ nhạc                           | Nghệ sĩ                           | Thời lượng                        |
| --------------------------------- | --------------------------------- | --------------------------------- | ---------------------------------- | --------------------------------- | --------------------------------- |
| 1.                                | "The morass" (늪)                 | E-Race Ha Jae-hong                | E-Race Choi Woo-seok Baek Moo-hyun | Lee Ye-joon                       | 3:16                              |
| 2.                                | "The morass" (Inst.)              |                                   | E-Race Choi Woo-seok Baek Moo-hyun |                                   | 3:16                              |
| Tổng thời lượng:                  | Tổng thời lượng:                  | Tổng thời lượng:                  | Tổng thời lượng:                   | Tổng thời lượng:                  | 6:32                              |

### Mùa 2&3
| Phát hành vào 4 tháng 6 năm 2021 | Phát hành vào 4 tháng 6 năm 2021                                               | Phát hành vào 4 tháng 6 năm 2021 | Phát hành vào 4 tháng 6 năm 2021 |
| STT                              | Nhan đề                                                                        | Nghệ sĩ                          | Thời lượng                       |
| -------------------------------- | ------------------------------------------------------------------------------ | -------------------------------- | -------------------------------- |
| 1.                               | "A Bright Moment That Seems Eternal" (영원한 듯 찬란한 순간)                   | Kim Jun-seok                     | 3:25                             |
| 2.                               | "Prelude of Counterattack" (반격의 서막)                                       | Jung Sae-rin                     | 3:06                             |
| 3.                               | "Revenge From Now On" (복수는 이제부터다)                                      | Kim Hyun-do                      | 3:33                             |
| 4.                               | "An Endless Desire" (끝을 모르는 욕망)                                         | Lee Yoon-ji                      | 3:33                             |
| 5.                               | "Public Wicked" (공공의 악인)                                                  | Joo In-ro                        | 2:31                             |
| 6.                               | "A Person Who Has Lost Everything But Can't Cry" (빼앗기고도 울지 못하는 사람) | Jung Sae-rin                     | 4:54                             |
| 7.                               | "The Two Faces of Janus" (야누스의 두 얼굴)                                    | Jang Yoo-rye                     | 3:02                             |
| 8.                               | "The Villainess" (악녀)                                                        | No Yoo-rim                       | 2:44                             |
| 9.                               | "Confusing Memories" (혼란스러운 기억)                                         | Shin Yoo-jin                     | 2:29                             |
| 10.                              | "Where You Have To Die To Get Out" (죽어야만 나갈 수 있는 곳)                  | Hong Eun-ji                      | 4:11                             |
| 11.                              | "The Hidden Truth Of The Day" (숨겨진 그 날의 진실)                            | Jung Hye-bin                     | 2:51                             |
| 12.                              | "The Reason I Live" (내가 살아가는 이유)                                       | Jung Hye-bin                     | 3:21                             |
| 13.                              | "The Poor Women" (가난한 모녀)                                                 | No Yoo-rim                       | 3:05                             |
| 14.                              | "Little Hera Club" (리틀 헤라클럽)                                             | Kim Do-eun                       | 3:16                             |
| 15.                              | "Truth And False" (진실과 거짓)                                                | No Yoo-rim                       | 2:37                             |
| 16.                              | "Business Partner" (사업 파트너)                                               | No Yoo-rim                       | 3:04                             |
| 17.                              | "Happiness for Misery" (불행을 위한 행복)                                      | Kim Hyun-do                      | 3:45                             |
| 18.                              | "Inferiority Complex" (그거 자격지심이야)                                      | Hong Eun-ji                      | 2:33                             |
| 19.                              | "Something That Happens Up There" (그곳에서 벌어지고 있는 일)                  | Jang Yoo-rye                     | 2:30                             |
| 20.                              | "Quite War" (조용한 전쟁)                                                      | Kang Mi-mi                       | 2:58                             |
| 21.                              | "Suspicions" (의혹)                                                            | Lee Yoon-ji                      | 1:40                             |
| 22.                              | "Murder Plan" (살인계획)                                                       | No Yoo-rim                       | 2:50                             |
| 23.                              | "Blind Madness" (눈이 먼 광기)                                                 | Yoo So-hyun                      | 2:50                             |
| 24.                              | "A Fallen Heart" (타락한 마음)                                                 | Shin Yoo-jin                     | 3:01                             |
| 25.                              | "Tight Tension" (팽팽한 긴장)                                                  | Kim Hyun-do                      | 2:55                             |
| 26.                              | "Evil Trio" (악 트리오)                                                        | Jang Yoo-rye                     | 3:07                             |
| 27.                              | "Operation Proceeds Smoothly" (순조로운 작전 진행)                             | Yoo So-hyun                      | 2:49                             |
| 28.                              | "Lost Self" (잃어버린 자아)                                                    | Kim Hyun-do                      | 2:15                             |
| 29.                              | "An Ominous Premonition" (불길한 예감)                                         | Jeong Hye-bin                    | 2:23                             |
| 30.                              | "A Vulgar Conspiracy" (저급한 음모)                                            | Hong Eun-ji                      | 4:22                             |
| 31.                              | "The Struggle To Achive The Goal" (목표를 쟁취하기 위한 기 싸움)               | Yoo So-hyun                      | 2:36                             |
| 32.                              | "Woman Who Desires" (욕망하는 여자)                                            | Kang Mi-mi                       | 2:47                             |
| 33.                              | "Mr. Koo And Logan Lee" (구호동과 로건리)                                      | No Yoo-rim                       | 3:42                             |
| Tổng thời lượng:                 | Tổng thời lượng:                                                               | Tổng thời lượng:                 | 1:41:00                          |

## Đón nhận

### Tác động thương mại
Mùa 1
Theo công ty phân tích dữ liệu lớn Good Data Corporation, tính đến tuần thứ hai của tháng 12, Cuộc chiến thượng lưu dẫn đầu ở vị trí số 1 với 27,82% lượt đề cập trên các phương tiện truyền thông. Theo xếp hạng của công ty phân tích dữ liệu lớn Good Data Corporation trong tuần thứ ba của tháng 12, Cuộc chiến thượng lưu dẫn đầu với mức tăng 27,66% về lượt đề cập trên phương tiện truyền thông trong tuần thứ tư liên tiếp.
Mùa 2
Tính đến tuần cuối cùng của tháng 2 năm 2021, Cuộc chiến thượng lưu 2 đứng ở vị trí số 1 với 46,24% lượt đề cập trên các phương tiện truyền thông, theo công ty phân tích dữ liệu lớn Good Data Corporation.
Tập đặc biệt
Kênh truyền hình phát sóng Cuộc chiến thượng lưu, SBS đã phát sóng một tập đặc biệt vào ngày 12 tháng 1 năm 2021, với sự tham gia của dàn diễn viên chính. Được phát sóng dưới dạng chương trình trò chuyện, do hai nghệ sĩ giải trí Shin Dong-yup và Jang Do-yeon dẫn chương trình, trong khi người dẫn chương trình Jae-jae trò chuyện với 6 diễn viên đóng vai học sinh. Được phát sóng với tên gọi Penthouse Hidden Room - Hidden Story, tập đặc biệt của bộ phim đã thu về trung bình 9,3% tỷ suất người xem trên toàn quốc theo Nielsen cho 2 phần. Tập đặc biệt cũng thu hút sự chú ý khi phát hành đoạn phim giới thiệu cho mùa 2. Tập đặc biệt cho mùa 2 được phát sóng vào ngày 3 tháng 4 năm 2021 với tập phim ghi nhận tỷ suất người xem trung bình 8,1% khán giả trên toàn quốc theo Nielsen cho 2 phần.

### Tỷ suất người xem
| Mùa | Mùa | Số tập | Số tập | Số tập | Số tập | Số tập | Số tập | Số tập | Số tập | Số tập | Số tập | Số tập | Số tập | Số tập | Số tập | Số tập | Số tập | Số tập | Số tập | Số tập | Số tập | Số tập | Trung bình |
| Mùa | Mùa | 1      | 2      | 3      | 4      | 5      | 6      | 7      | 8      | 9      | 10     | 11     | 12     | 13     | 14     | 15     | 16     | 17     | 18     | 19     | 20     | 21     | Trung bình |
| --- | --- | ------ | ------ | ------ | ------ | ------ | ------ | ------ | ------ | ------ | ------ | ------ | ------ | ------ | ------ | ------ | ------ | ------ | ------ | ------ | ------ | ------ | ---------- |
|     | 1   | 1.657  | 1.735  | 1.916  | 2.379  | 2.217  | 2.549  | 2.537  | 2.646  | 2.739  | 3.017  | 3.419  | 3.455  | 4.054  | 4.149  | 4.340  | 4.404  | 4.379  | 4.339  | 4.484  | 4.550  | 5.354  | 3.348      |
|     | 2   | 3.758  | 4.027  | 4.165  | 4.550  | 4.585  | 5.264  | 4.481  | 4.901  | 4.462  | 5.410  | 4.804  | 5.601  | 4.735  | N/A    | N/A    | N/A    | N/A    | N/A    | N/A    | N/A    | N/A    | 4.673      |
|     | 3   | 3.778  | 3.518  | 3.206  | 3.263  | 3.191  | 3.169  | 3.357  | 2.971  | 3.092  | 3.624  | 3.681  | 3.565  | 3.444  | 3.638  | N/A    | N/A    | N/A    | N/A    | N/A    | N/A    | N/A    | 3.393      |

### Mùa 1
| Xếp hạng lượng người xem truyền hình trung bình (mùa 1) | Xếp hạng lượng người xem truyền hình trung bình (mùa 1) | Xếp hạng lượng người xem truyền hình trung bình (mùa 1) | Xếp hạng lượng người xem truyền hình trung bình (mùa 1) | Xếp hạng lượng người xem truyền hình trung bình (mùa 1) | Xếp hạng lượng người xem truyền hình trung bình (mùa 1) |
| Tập | Phần                                                    | Ngày phát sóng                                          | Tỷ lệ người xem trung bình                              | Tỷ lệ người xem trung bình                              | Tỷ lệ người xem trung bình                              |
| Tập | Phần                                                    | Ngày phát sóng                                          | AGB Nielsen                                             | AGB Nielsen                                             | TNmS                                                    |
| Tập | Phần                                                    | Ngày phát sóng                                          | Toàn quốc                                               | Seoul                                                   | Toàn quốc                                               |
| --- | ------------------------------------------------------- | ------------------------------------------------------- | ------------------------------------------------------- | ------------------------------------------------------- | ------------------------------------------------------- |
| 1 | 1                                                       | 26 tháng 10, 2020                                       | 6.7% (hạng 15)                                          | 8.2% (hạng 8)                                           | 5.2% (hạng 18)                                          |
| 1 | 2                                                       | 26 tháng 10, 2020                                       | 9.2% (hạng 5)                                           | 10.5% (hạng 5)                                          | 6.8% (hạng 11)                                          |
| 1 | 3                                                       | 26 tháng 10, 2020                                       | 9.1% (hạng 6)                                           | 10.5% (hạng 5)                                          | 6.5% (hạng 13)                                          |
| 2 | 1                                                       | 27 tháng 10, 2020                                       | 8.2% (hạng 7)                                           | 9.4% (hạng 5)                                           | 6.0% (hạng 13)                                          |
| 2 | 2                                                       | 27 tháng 10, 2020                                       | 9.8% (hạng 6)                                           | 11.2% (hạng 4)                                          | 7.0% (hạng 12)                                          |
| 2 | 3                                                       | 27 tháng 10, 2020                                       | 10.1% (hạng 4)                                          | 11.6% (hạng 3)                                          | 7.4% (hạng 8)                                           |
| 3 | 1                                                       | 2 tháng 11, 2020                                        | 8.0% (hạng 9)                                           | 8.6% (hạng 7)                                           | 6.7% (hạng 12)                                          |
| 3 | 2                                                       | 2 tháng 11, 2020                                        | 11.4% (hạng 3)                                          | 12.3% (hạng 2)                                          | 9.8% (hạng 6)                                           |
| 4 | 1                                                       | 3 tháng 11, 2020                                        | 10.8% (hạng 5)                                          | 12.0% (hạng 4)                                          | 7.8% (hạng 7)                                           |
| 4 | 2                                                       | 3 tháng 11, 2020                                        | 13.9% (hạng 3)                                          | 15.1% (hạng 2)                                          | 10.3% (hạng 5)                                          |
| 5 | 1                                                       | 9 tháng 11, 2020                                        | 9.6% (hạng 6)                                           | 10.8% (hạng 5)                                          | 8.4% (hạng 9)                                           |
| 5 | 2                                                       | 9 tháng 11, 2020                                        | 12.9% (hạng 4)                                          | 14.2% (hạng 2)                                          | 11.0% (hạng 5)                                          |
| 6 | 1                                                       | 10 tháng 11, 2020                                       | 10.3% (hạng 5)                                          | 11.3% (hạng 3)                                          | 9.2% (hạng 6)                                           |
| 6 | 2                                                       | 10 tháng 11, 2020                                       | 14.5% (hạng 2)                                          | 16.1% (hạng 1)                                          | 12.6% (hạng 2)                                          |
| 7 | 1                                                       | 16 tháng 11, 2020                                       | 10.4% (hạng 6)                                          | 11.4% (hạng 5)                                          | 10% (hạng 7)                                            |
| 7 | 2                                                       | 16 tháng 11, 2020                                       | 14.5% (hạng 3)                                          | 15.9% (hạng 1)                                          | 12.8% (hạng 4)                                          |
| 8 | 1                                                       | 23 tháng 11, 2020                                       | 11.1% (hạng 5)                                          | 11.8% (hạng 5)                                          | 10.8% (hạng 5)                                          |
| 8 | 2                                                       | 23 tháng 11, 2020                                       | 15.5% (hạng 3)                                          | 16.5% (hạng 2)                                          | 13.7% (hạng 3)                                          |
| 9 | 1                                                       | 24 tháng 11, 2020                                       | 12.2% (hạng 3)                                          | 13.1% (hạng 3)                                          | 11.2% (hạng 3)                                          |
| 9 | 2                                                       | 24 tháng 11, 2020                                       | 16.0% (hạng 2)                                          | 17.4% (hạng 1)                                          | 14.1% (hạng 2)                                          |
| 10 | 1                                                       | 30 tháng 11, 2020                                       | 13.2% (hạng 5)                                          | 14.6% (hạng 4)                                          | 12.3% (hạng 5)                                          |
| 10 | 2                                                       | 30 tháng 11, 2020                                       | 16.9% (hạng 3)                                          | 18.8% (hạng 1)                                          | 15.7% (hạng 3)                                          |
| 11 | 1                                                       | 1 tháng 12, 2020                                        | 14.7% (hạng 4)                                          | 16.0% (hạng 3)                                          | 11.4% (hạng 4)                                          |
| 11 | 2                                                       | 1 tháng 12, 2020                                        | 19.6% (hạng 1)                                          | 21.2% (hạng 1)                                          | 13.3% (hạng 3)                                          |
| 12 | 1                                                       | 7 tháng 12, 2020                                        | 16.3% (hạng 4)                                          | 17.9% (hạng 2)                                          | 14.3% (hạng 4)                                          |
| 12 | 2                                                       | 7 tháng 12, 2020                                        | 19.9% (hạng 1)                                          | 21.5% (hạng 1)                                          | 16.1% (hạng 3)                                          |
| 13 | 1                                                       | 8 tháng 12, 2020                                        | 17.6% (hạng 3)                                          | 19.2% (hạng 2)                                          | 15.5% (hạng 4)                                          |
| 13 | 2                                                       | 8 tháng 12, 2020                                        | 22.1% (hạng 1)                                          | 23.9% (hạng 1)                                          | 18.9% (hạng 2)                                          |
| 14 | 1                                                       | 14 tháng 12, 2020                                       | 17.5% (hạng 4)                                          | 19.5% (hạng 2)                                          | 16.6% (hạng 4)                                          |
| 14 | 2                                                       | 14 tháng 12, 2020                                       | 22.0% (hạng 1)                                          | 23.9% (hạng 1)                                          | 19.5% (hạng 2)                                          |
| 15 | 1                                                       | 15 tháng 12, 2020                                       | 19.6% (hạng 2)                                          | 20.8% (hạng 2)                                          | 16.9% (hạng 4)                                          |
| 15 | 2                                                       | 15 tháng 12, 2020                                       | 23.3% (hạng 1)                                          | 25.0% (hạng 1)                                          | 20.8% (hạng 1)                                          |
| 16 | 1                                                       | 21 tháng 12, 2020                                       | 19.1% (hạng 3)                                          | 20.2% (hạng 2)                                          | 17.4% (hạng 4)                                          |
| 16 | 2                                                       | 21 tháng 12, 2020                                       | 23.7% (hạng 1)                                          | 25.2% (hạng 1)                                          | 21.1% (hạng 1)                                          |
| 17 | 1                                                       | 22 tháng 12, 2020                                       | 19.1% (hạng 3)                                          | 20.7% (hạng 2)                                          | 18.4% (hạng 4)                                          |
| 17 | 2                                                       | 22 tháng 12, 2020                                       | 24.0% (hạng 1)                                          | 25.8% (hạng 1)                                          | 22.4% (hạng 1)                                          |
| 18 | 1                                                       | 28 tháng 12, 2020                                       | 21.0% (hạng 2)                                          | 22.7% (hạng 2)                                          | 18.0% (hạng 3)                                          |
| 18 | 2                                                       | 28 tháng 12, 2020                                       | 23.9% (hạng 1)                                          | 25.7% (hạng 1)                                          | 20.9% (hạng 1)                                          |
| 19 | 1                                                       | 29 tháng 12, 2020                                       | 21.3% (hạng 2)                                          | 22.3% (hạng 2)                                          | 19.1% (hạng 4)                                          |
| 19 | 2                                                       | 29 tháng 12, 2020                                       | 23.5% (hạng 1)                                          | 24.7% (hạng 1)                                          | 22.4% (hạng 1)                                          |
| 20 | 1                                                       | 4 tháng 1, 2021                                         | 20.4% (hạng 3)                                          | 21.6% (hạng 2)                                          | 18.3% (hạng 4)                                          |
| 20 | 2                                                       | 4 tháng 1, 2021                                         | 23.8% (hạng 1)                                          | 25.2% (hạng 1)                                          | 22.7% (hạng 1)                                          |
| 21 | 1                                                       | 5 tháng 1, 2021                                         | 23.6% (hạng 2)                                          | 24.8% (hạng 2)                                          | 20.6% (hạng 4)                                          |
| 21 | 2                                                       | 5 tháng 1, 2021                                         | 28.8% (hạng 1)                                          | 30.5% (hạng 1)                                          | 25.4% (hạng 1)                                          |
| Trung bình | Trung bình                                              | Trung bình                                              | 16.4%                                                   | 17.7%                                                   | 14.2%                                                   |
| Cuộc chiến thượng lưu: Căn phòng ẩn: Câu chuyện ẩn (Tập đặc biệt) |                                                         |                                                         |                                                         |                                                         |                                                         |
| Phần 1 | Phần 1                                                  | 12 tháng 1, 2021                                        | 9.8% (hạng 6)                                           | 11.0% (hạng 4)                                          | —                                                       |
| Phần 2 | Phần 2                                                  | 12 tháng 1, 2021                                        | 8.8% (hạng 11)                                          | 10.3% (hạng 5)                                          | —                                                       |
| - Các số màu xanh biểu thị cho xếp hạng thấp nhất và các số màu đỏ biểu thị cho xếp hạng cao nhất. - Tập 8 của bộ phim không được phát sóng vào ngày 17 tháng 11 năm 2020 như dự kiến do phát sóng trận bóng đá giữa Hàn Quốc và Qatar. Thay vào đó tập phim sẽ được phát sóng vào 23 tháng 11 năm 2020. - Bộ phim ban đầu dự kiến phát sóng 20 tập, nhưng đã được kéo dài thêm 1 tập để kết thúc bộ phim vào thứ Ba do trận bóng đá giữa Hàn Quốc và Qatar. |                                                         |                                                         |                                                         |                                                         |                                                         |

### Mùa 2
| Xếp hạng lượng người xem truyền hình trung bình (mùa 2)                                          | Xếp hạng lượng người xem truyền hình trung bình (mùa 2) | Xếp hạng lượng người xem truyền hình trung bình (mùa 2) | Xếp hạng lượng người xem truyền hình trung bình (mùa 2) | Xếp hạng lượng người xem truyền hình trung bình (mùa 2) | Xếp hạng lượng người xem truyền hình trung bình (mùa 2) |
| Tập                                                                                              | Phần                                                    | Ngày phát sóng                                          | Tỷ lệ người xem trung bình                              | Tỷ lệ người xem trung bình                              | Tỷ lệ người xem trung bình                              |
| Tập                                                                                              | Phần                                                    | Ngày phát sóng                                          | AGB Nielsen                                             | AGB Nielsen                                             | TNmS                                                    |
| Tập                                                                                              | Phần                                                    | Ngày phát sóng                                          | Toàn quốc                                               | Seoul                                                   | Toàn quốc                                               |
| ------------------------------------------------------------------------------------------------ | ------------------------------------------------------- | ------------------------------------------------------- | ------------------------------------------------------- | ------------------------------------------------------- | ------------------------------------------------------- |
| 1                                                                                                | 1                                                       | 19 tháng 1, 2021                                        | 16.7% (hạng 3)                                          | 17.3% (hạng 3)                                          | 15.1% (hạng 3)                                          |
| 1                                                                                                | 2                                                       | 19 tháng 1, 2021                                        | 19.1% (hạng 2)                                          | 19.9% (hạng 1)                                          | 17.9% (hạng 2)                                          |
| 2                                                                                                | 1                                                       | 20 tháng 1, 2021                                        | 15.1% (hạng 7)                                          | 15.6% (hạng 5)                                          | 13.8% (hạng 7)                                          |
| 2                                                                                                | 2                                                       | 20 tháng 1, 2021                                        | 20.4% (hạng 3)                                          | 21.0% (hạng 3)                                          | 18.0% (hạng 3)                                          |
| 3                                                                                                | 1                                                       | 26 tháng 2, 2021                                        | 18.9% (hạng 3)                                          | 19.7% (hạng 2)                                          | 17.8% (hạng 3)                                          |
| 3                                                                                                | 2                                                       | 26 tháng 2, 2021                                        | 22.3% (hạng 1)                                          | 22.8% (hạng 1)                                          | 20.6% (hạng 1)                                          |
| 4                                                                                                | 1                                                       | 27 tháng 2, 2021                                        | 18.8% (hạng 4)                                          | 20.3% (hạng 4)                                          | 17.7% (hạng 4)                                          |
| 4                                                                                                | 2                                                       | 27 tháng 2, 2021                                        | 24.0% (hạng 2)                                          | 26.1% (hạng 2)                                          | 22.8% (hạng 2)                                          |
| 5                                                                                                | 1                                                       | 5 tháng 3, 2021                                         | 20.9% (hạng 3)                                          | 22.5% (hạng 2)                                          | 18.1% (hạng 3)                                          |
| 5                                                                                                | 2                                                       | 5 tháng 3, 2021                                         | 24.4% (hạng 1)                                          | 25.5% (hạng 1)                                          | 21.3% (hạng 2)                                          |
| 6                                                                                                | 1                                                       | 6 tháng 3, 2021                                         | 22.4% (hạng 4)                                          | 22.8% (hạng 4)                                          | 20.4% (hạng 4)                                          |
| 6                                                                                                | 2                                                       | 6 tháng 3, 2021                                         | 26.9% (hạng 2)                                          | 27.5% (hạng 2)                                          | 24.3% (hạng 2)                                          |
| 7                                                                                                | 1                                                       | 12 tháng 3, 2021                                        | 19.4% (hạng 3)                                          | 20.4% (hạng 2)                                          | 18.8% (hạng 3)                                          |
| 7                                                                                                | 2                                                       | 12 tháng 3, 2021                                        | 23.5% (hạng 1)                                          | 24.3% (hạng 1)                                          | 22.1% (hạng 1)                                          |
| 8                                                                                                | 1                                                       | 13 tháng 3, 2021                                        | 19.9% (hạng 4)                                          | 21.6% (hạng 3)                                          | 19.2% (hạng 3)                                          |
| 8                                                                                                | 2                                                       | 13 tháng 3, 2021                                        | 24.8% (hạng 1)                                          | 26.1% (hạng 1)                                          | 23.5% (hạng 1)                                          |
| 9                                                                                                | 1                                                       | 19 tháng 3, 2021                                        | 20.8% (hạng 3)                                          | 22.1% (hạng 2)                                          | 19.4% (hạng 3)                                          |
| 9                                                                                                | 2                                                       | 19 tháng 3, 2021                                        | 23.6% (hạng 1)                                          | 24.7% (hạng 1)                                          | 21.5% (hạng 2)                                          |
| 10                                                                                               | 1                                                       | 20 tháng 3, 2021                                        | 20.3% (hạng 4)                                          | 21.2% (hạng 3)                                          | 18.9% (hạng 4)                                          |
| 10                                                                                               | 2                                                       | 20 tháng 3, 2021                                        | 26.6% (hạng 1)                                          | 27.0% (hạng 1)                                          | 24.1% (hạng 1)                                          |
| 11                                                                                               | 1                                                       | 26 tháng 3, 2021                                        | 21.5% (hạng 2)                                          | 22.4% (hạng 2)                                          | 20.7% (hạng 3)                                          |
| 11                                                                                               | 2                                                       | 26 tháng 3, 2021                                        | 25.2% (hạng 1)                                          | 26.3% (hạng 1)                                          | 24.1% (hạng 1)                                          |
| 12                                                                                               | 1                                                       | 27 tháng 3, 2021                                        | 22.9% (hạng 3)                                          | 24.5% (hạng 3)                                          | 21.8% (hạng 3)                                          |
| 12                                                                                               | 2                                                       | 27 tháng 3, 2021                                        | 29.2% (hạng 1)                                          | 30.6% (hạng 1)                                          | 26.6% (hạng 1)                                          |
| 13                                                                                               | 1                                                       | 2 tháng 4, 2021                                         | 21.5% (hạng 3)                                          | 21.9% (hạng 3)                                          | 20.7% (hạng 3)                                          |
| 13                                                                                               | 2                                                       | 2 tháng 4, 2021                                         | 25.2% (hạng 2)                                          | 25.2% (hạng 2)                                          | 23.4% (hạng 2)                                          |
| 13                                                                                               | 3                                                       | 2 tháng 4, 2021                                         | 25.8% (hạng 1)                                          | 26.0% (hạng 1)                                          | 24.2% (hạng 1)                                          |
| Trung bình                                                                                       | Trung bình                                              | Trung bình                                              | 22.2%                                                   | 23.2%                                                   | 20.6%                                                   |
| Cuộc chiến thượng lưu 2: Căn phòng ẩn: Câu chuyện chưa hoàn thành (Tập đặc biệt)                 |                                                         |                                                         |                                                         |                                                         |                                                         |
| Phần 1                                                                                           | Phần 1                                                  | 3 tháng 4, 2021                                         | 6.5% (hạng 13)                                          | 7.6% (hạng 8)                                           | —                                                       |
| Phần 2                                                                                           | Phần 2                                                  | 3 tháng 4, 2021                                         | 9.8% (hạng 3)                                           | 10.6% (hạng 3)                                          | —                                                       |
| Các số màu xanh biểu thị cho xếp hạng thấp nhất và các số màu đỏ biểu thị cho xếp hạng cao nhất. |                                                         |                                                         |                                                         |                                                         |                                                         |

### Mùa 3
| Xếp hạng lượng người xem truyền hình trung bình (mùa 3) | Xếp hạng lượng người xem truyền hình trung bình (mùa 3) | Xếp hạng lượng người xem truyền hình trung bình (mùa 3) | Xếp hạng lượng người xem truyền hình trung bình (mùa 3) | Xếp hạng lượng người xem truyền hình trung bình (mùa 3) | Xếp hạng lượng người xem truyền hình trung bình (mùa 3) |
| Tập | Phần                                                    | Ngày phát sóng                                          | Tỷ lệ người xem trung bình                              | Tỷ lệ người xem trung bình                              | Tỷ lệ người xem trung bình                              |
| Tập | Phần                                                    | Ngày phát sóng                                          | AGB Nielsen                                             | AGB Nielsen                                             | TNmS                                                    |
| Tập | Phần                                                    | Ngày phát sóng                                          | Toàn quốc                                               | Seoul                                                   | Toàn quốc                                               |
| --- | ------------------------------------------------------- | ------------------------------------------------------- | ------------------------------------------------------- | ------------------------------------------------------- | ------------------------------------------------------- |
| 1 | 1                                                       | 4 tháng 6, 2021                                         | 16.9% (hạng 3)                                          | 17.6% (hạng 3)                                          | 15.6% (hạng 3)                                          |
| 1 | 2                                                       | 4 tháng 6, 2021                                         | 19.5% (hạng 1)                                          | 21.0% (hạng 1)                                          | 16.8% (hạng 1)                                          |
| 1 | 3                                                       | 4 tháng 6, 2021                                         | 19.1% (hạng 2)                                          | 20.2% (hạng 2)                                          | 15.3% (hạng 4)                                          |
| 2 | 1                                                       | 11 tháng 6, 2021                                        | 15.2% (hạng 4)                                          | 15.8% (hạng 3)                                          | 13.5% (hạng 5)                                          |
| 2 | 2                                                       | 11 tháng 6, 2021                                        | 17.5% (hạng 1)                                          | 18.4% (hạng 2)                                          | 15.1% (hạng 4)                                          |
| 2 | 3                                                       | 11 tháng 6, 2021                                        | 17.5% (hạng 1)                                          | 18.5% (hạng 1)                                          | 15.1% (hạng 3)                                          |
| 3 | 1                                                       | 18 tháng 6, 2021                                        | 14.4% (hạng 5)                                          | 15.4% (hạng 3)                                          | 12.9% (hạng 5)                                          |
| 3 | 2                                                       | 18 tháng 6, 2021                                        | 16.3% (hạng 2)                                          | 17.2% (hạng 2)                                          | 14.4% (hạng 4)                                          |
| 3 | 3                                                       | 18 tháng 6, 2021                                        | 17.5% (hạng 1)                                          | 18.6% (hạng 1)                                          | 15.8% (hạng 1)                                          |
| 4 | 1                                                       | 25 tháng 6, 2021                                        | 14.9% (hạng 5)                                          | 15.4% (hạng 3)                                          | 13.5% (hạng 5)                                          |
| 4 | 2                                                       | 25 tháng 6, 2021                                        | 17.0% (hạng 2)                                          | 17.9% (hạng 1)                                          | 15.3% (hạng 3)                                          |
| 4 | 3                                                       | 25 tháng 6, 2021                                        | 17.1% (hạng 1)                                          | 17.9% (hạng 1)                                          | 15.7% (hạng 2)                                          |
| 5 | 5                                                       | 2 tháng 7, 2021                                         | 16.5% (hạng 1)                                          | 17.4% (hạng 1)                                          | 15.0% (hạng 2)                                          |
| 6 | 6                                                       | 9 tháng 7, 2021                                         | 16.7% (hạng 1)                                          | 17.4% (hạng 1)                                          | 15.5% (hạng 1)                                          |
| 7 | 7                                                       | 16 tháng 7, 2021                                        | 17.5% (hạng 1)                                          | 18.7% (hạng 1)                                          | 15.5% (hạng 1)                                          |
| 8 | 8                                                       | 30 tháng 7, 2021                                        | 15.7% (hạng 1)                                          | 16.3% (hạng 1)                                          | 14.8% (hạng 1)                                          |
| 9 | 9                                                       | 6 tháng 8, 2021                                         | 15.5% (hạng 1)                                          | 16.9% (hạng 1)                                          | 14.7% (hạng 1)                                          |
| 10 | 10                                                      | 13 tháng 8, 2021                                        | 18.8% (hạng 1)                                          | 19.4% (hạng 1)                                          | 17.8% (hạng 1)                                          |
| 11 | 11                                                      | 20 tháng 8, 2021                                        | 18.4% (hạng 1)                                          | 18.2% (hạng 1)                                          | 17.8% (hạng 1)                                          |
| 12 | 12                                                      | 27 tháng 8, 2021                                        | 17.5% (hạng 1)                                          | 18.4% (hạng 1)                                          | 15.5% (hạng 2)                                          |
| 13 | 13                                                      | 3 tháng 9, 2021                                         | 17.9% (hạng 1)                                          | 18.7% (hạng 1)                                          | 16.0% (hạng 2)                                          |
| 14 | 14                                                      | 10 tháng 9, 2021                                        | 19.1% (hạng 1)                                          | 19.4% (hạng 1)                                          |                                                         |
| Trung bình | Trung bình                                              | Trung bình                                              | 17,1%                                                   | 17,9%                                                   | 15,65%                                                  |
| Cuộc chiến thượng lưu 3: Căn phòng ẩn: Sự khởi đầu của kết thúc (Tập đặc biệt) |                                                         |                                                         |                                                         |                                                         |                                                         |
| Phần 1 | Phần 1                                                  | 2 tháng 6, 2021                                         | —                                                       | —                                                       | —                                                       |
| Phần 2 | Phần 2                                                  | 2 tháng 6, 2021                                         | —                                                       | 4.1% (hạng 20)                                          | —                                                       |
| Các số màu xanh biểu thị cho xếp hạng thấp nhất và các số màu đỏ biểu thị cho xếp hạng cao nhất. Tập 8 không được phát sóng vào ngày 23 tháng 8, 2021 do SBS phát sóng lễ khai mạc Olympic Tokyo 2020. Tập 8 sau đó được phát sóng vào ngày 30 tháng 7, 2021. ‡ Ban đầu mùa 3 có 12 tập, mùa này được kéo dài thêm 2 tập nữa. |                                                         |                                                         |                                                         |                                                         |                                                         |

## Giải thưởng và đề cử
| Giải thưởng                                                                  | Năm                   | Hạng mục                          | Đề cử                 | Kết quả   | Nguồn  |
| ---------------------------------------------------------------------------- | --------------------- | --------------------------------- | --------------------- | --------- | ------ |
| Seoul International Drama Awards                                             | 2021                  | Phim truyền hình xuất sắc nhất    | Cuộc chiến thượng lưu | Đoạt giải |        |
| Seoul International Drama Awards                                             | 2021                  | Nữ diễn viên xuất sắc nhất        | Kim So-yeon           | Đề cử     |        |
| Seoul International Drama Awards                                             | 2021                  | Phim truyền hình dài tập hay nhất | Cuộc chiến thượng lưu | Đoạt giải |        |
| Seoul International Drama Awards                                             | 2021                  | Nữ diễn viên chính xuất sắc nhất  | Kim So-yeon           | Đề cử     |        |
| Seoul International Drama Awards                                             | 2021                  | Đạo diễn xuất sắc nhất            | Joo Dong-min          | Đề cử     |        |
| Seoul International Drama Awards                                             | 2021                  | Biên kịch xuất sắc nhất           | Joo Seul-min          | Đề cử     |        |
| Baeksang Arts Awards                                                         | 2021                  | Nữ diễn viên xuất sắc nhất        | Kim So-yeon           | Đoạt giải | [ 43 ] |
| Baeksang Arts Awards                                                         | 2021                  | Nữ diễn viên phụ xuất sắc nhất    | Shin Eun-kyung        | Đoạt giải | [ 43 ] |
| Baeksang Arts Awards                                                         | 2021                  | Nam diễn viên mới xuất sắc nhất   | Kim Young-dae         | Đoạt giải | [ 43 ] |
| Baeksang Arts Awards                                                         | 2021                  | Nữ diễn viên mới xuất sắc nhất    | Kim Hyun-soo          | Đoạt giải | [ 43 ] |
| Baeksang Arts Awards                                                         | 2021                  | SBS Drama Awards                  | 2020                  |           | [ 43 ] |
| Kim So-yeon                                                                  | Đoạt giải             | SBS Drama Awards                  | 2020                  |           |        |
| Lee Ji-ah                                                                    | Đoạt giải             | SBS Drama Awards                  | 2020                  |           |        |
| Yoon Jong-hoon                                                               | Đoạt giải             | SBS Drama Awards                  | 2020                  |           |        |
| Giải thưởng xuất sắc, Nữ diễn viên xuất sắc nhất thể loại phim nhiều/dài tập | Shin Eun-kyung        | SBS Drama Awards                  | 2020                  | Đoạt giải |        |
| Nam diễn viên xuất sắc nhất                                                  | Park Eun-seok         | SBS Drama Awards                  | 2020                  | Đoạt giải |        |
| Nữ diễn viên nhí xuất sắc nhất                                               | Kim Hyun-soo          | SBS Drama Awards                  | 2020                  | Đoạt giải |        |
| Giải thưởng lớn (Daesang)                                                    | Kim So-yeon           | SBS Drama Awards                  | 2020                  | Đoạt giải |        |
| Nữ diễn viên phụ xuất sắc nhất                                               | Yoon Joo-hee          | SBS Drama Awards                  | 2020                  | Đề cử     |        |
| Đội ngũ xuất sắc nhất                                                        | Cuộc chiến thượng lưu | SBS Drama Awards                  | 2020                  | Đề cử     |        |
| Nam diễn viên mới xuất sắc nhất                                              | Ha Do-kwon            | SBS Drama Awards                  | 2020                  | Đề cử     |        |
| Nam diễn viên mới xuất sắc nhất                                              | Kim Young-dae         | SBS Drama Awards                  | 2020                  | Đoạt giải |        |
| Nữ diễn viên mới xuất sắc nhất                                               | Jo Soo-min            | SBS Drama Awards                  | 2020                  | Đoạt giải |        |